# Eugène Van Roosbroeck
Eugène Van Roosbroeck   (Noorderwijk, 13 de maig de 1928 - Noorderwijk, 28 de març de 2018) va ser un ciclista belga, que fou professional entre 1949 i 1957. Sent ciclista amateur guanyà la medalla d'or de la contrarellotge per equips dels Jocs Olímpics de 1948 junt a Léon Delathouwer i Lode Wouters.

## Palmarès
- 1948
  -  Medalla d'or de la contrarellotge per equips dels Jocs Olímpics de Londres de 1948
  - Vencedor d'una etapa a la Volta a Limburg amateur
- 1949
  - 1r al Campionat de l'Hainaut
- 1952
  - 1r a l'Omloop der Vlaamse Gewesten
- 1954
  - 1r a l'Haspengouwse Pijl
- 1955
  - 1r a l'Anvers-Herselt